# Carl Devlies
Carl Devlies (Amsterdam, 23 gennaio 1953) è un politico belga, membro dei Cristiano-Democratici e Fiamminghi. È stato per lungo tempo un politico locale a Lovanio ed è stato membro della Camera dei rappresentanti dal 2003 al 2014. Devlies è stato anche Segretario federale per il coordinamento antifrode nei governi Leterme I, Van Rompuy e Leterme II..

## Biografia

### Famiglia e formazione
Carl Devlies è figlio dell'ex politico Paul Devlies (CVP). Ha studiato giurisprudenza ed economia presso la Katholieke Universiteit Leuven e ha poi lavorato come avvocato a Lovanio.

### Attività politica
Ha iniziato la sua carriera politica a partire dal 1985 al 1988 come consulente nel gabinetto del primo ministro fiammingo Gaston Geens (CVP). A partire dal 1989 è assessore nella città di Lovanio, occupandosi di varie aree (come cultura, turismo, finanza, sport). Dal 1995 al 2007 è Primo Assessore della città. Così che quando nel 1998, il sindaco Louis Tobback (SP) entrò brevemente nel governo Dehaene II come ministro degli Interni, Devlies assunse la carica di sindaco di Lovanio.
Inoltre, Devlies è stato rappresentante dal 2003 al 2014 alla Camera dei rappresentanti. Nel 2008 è entrato a far parte del governo federale e ha ricoperto la carica di Segretario di Stato federale per il coordinamento della lotta antifrode fino al 2011. Dopo la sostituzione del governo Leterme II da parte del governo guidato da Elio Di Rupo (PS), Devlies ritorna di nuovo come giudice laico nella politica locale di Lovanio. Alla fine ha deciso di non partecipare alle elezioni federali del 25 maggio 2014, poiché non gli è stata offerta una lista promettente.